# Sagas lendárias

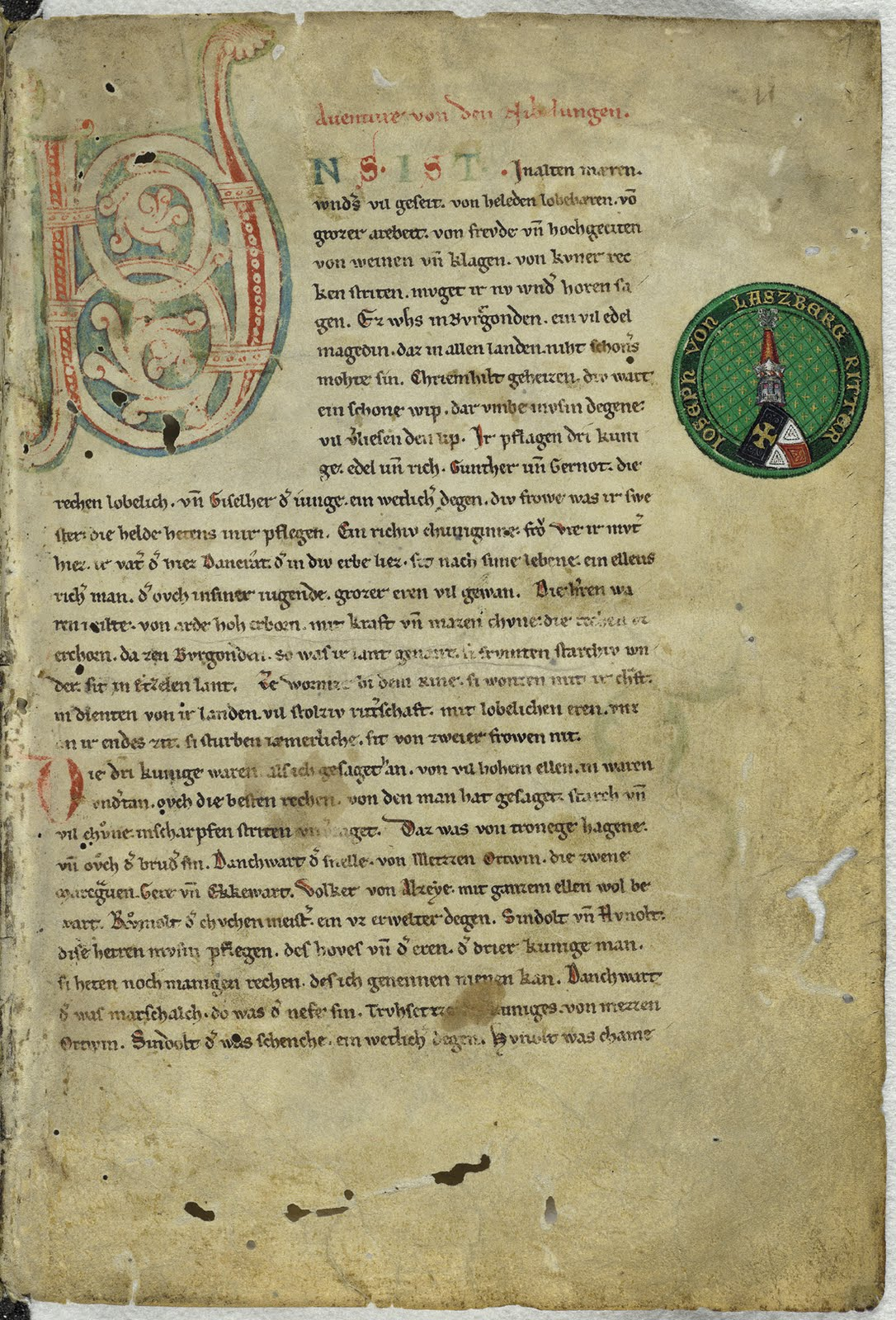
Página do manuscrito da Saga dos Volsungos - Saga Volsunga.

Sagas lendárias (em islandês Fornaldarsögur) são um conjunto de 40 sagas escritas na Idade Média. Estas narrações de caráter literário, em prosa contendo versos , foram quase todas escritas na Islândia em língua nórdica antiga, entre fins do século XIII e meados do XIV. 
Como o próprio nome indica, sagas deste tipo narram histórias de fundo lendário e mitológico, ocorridas no passado pagão da Escandinávia e demais regiões de língua germânica, num tempo anterior à colonização da Islândia. Algumas estão levemente baseadas em eventos históricos, mas os elementos fantásticos e míticos sempre predominam. 
Existem 3 tipos de sagas lendárias: 
- Sagas de vikings
- Sagas de aventuras
- Sagas heróicas

Um exemplo importante é a Saga dos Volsungos (Völsunga saga), que trata do auge e queda do clã dos Volsungos e inclui os personagens de Sigfrido e Brunilda, além de Átila, rei dos hunos. A mesma história aparece no épico alemão medieval Canção dos Nibelungos. Outra importante saga lendária é a Saga de Hervarar, centrada em uma guerra entre ostrogodos e hunos nos séculos IV e V.
Estas sagas foram recolhidas e publicadas em Copenhaga em 1929-30 por Carl Christian Rafn com o título "Fornaldarsögur Norðrlanda" (em português Sagas dos Tempos Antigos dos Países Nórdicos). 

## Lista das Sagas
- Af Upplendinga konungum
- Áns saga bogsveigis
- Ásmundar saga kappabana
- Bósa saga ok Herrauðs
- Egils saga einhenda ok Ásmundar berserkjabana
- Frá Fornjóti ok hans ættmönnum
- Friðþjófs saga ins frækna
- Gautreks saga
- Gríms saga loðinkinna
- Göngu-Hrólfs saga
- Hálfdanar saga Brönufóstra
- Hálfdanar saga Eysteinssonar
- Hálfs saga og Hálfsrekka
- Helga þáttr Þórissonar
- Hervarar saga og Heiðreks
- Hjálmþés saga ok Ölvis
- Hrólfs saga Gautrekssonar
- Hrólfs saga kraka ok kappa hans
- Hrómundar saga Gripssonar
- Illuga saga Gríðarfóstra
- Ketils saga hængs
- Norna-Gests þáttur
- Ragnars saga loðbrókar
- Sturlaugs saga starfsama
- Sögubrot af nokkrum fornkonungum í Dana ok Svíaveldi
- Sörla saga sterka
- Sörla þáttur eða Héðins saga ok Högna
- Tóka þáttur Tókasonar
- Völsunga saga
- Yngvars saga víðförla
- Þáttur af Ragnars sonum
- Þorsteins saga Víkingssonar
- Þorsteins þáttr bæjarmagns
- Örvar-Odds saga